# ساربوک (قصرقند)
ساربوک، شهری در بخش ساربوک شهرستان قصرقند در استان سیستان و بلوچستان ایران است. این شهر، مرکز بخش ساربوک است.

## جمعیت
بر پایه سرشماری عمومی نفوس و مسکن در سال ۱۳۹۵ جمعیت این مکان ۲٬۴۴۸ نفر (۶۳۱ خانوار) بوده‌است.